# 索尔之子
《索尔之子》（匈牙利語：Saul fia）是一部於2015年上映的匈牙利劇情片，为拉斯洛·奈迈施执导的首部电影长片。入选第68屆坎城影展正式競賽單元并赢得評審團大獎，以及第73届金球奖最佳外語片和第88屆奧斯卡金像獎最佳外語片，成為首部獲得金球獎最佳外語片的匈牙利電影，以及继1981年的《千面惡魔》之后第二部获得奥斯卡最佳外语片的匈牙利电影。

## 剧情
1944年10月，匈牙利人索尔是奥斯维辛集中营里负责处理死者的囚犯分遣队成员，在一次在焚尸炉处理尸体时，他发现了一名猶太男孩的尸体。索尔决定偷偷带走尸体，给他举行一个正式的犹太教葬礼。经过努力索尔找到了一个犹太教士，想让教士帮孩子举行犹太葬礼......

## 角色
- Géza Röhrig（英语：Géza Röhrig） - 索爾
- Levente Molnár（英语：Levente Molnár） - 亞伯拉罕
- Urs Rechn（英语：Urs Rechn） - Biedermann
- Sándor Zsótér（英语：Sándor Zsótér） - 医生
- Todd Charmont - 布勞恩
- Christian Harting（英语：Christian Harting） - Busch
- Kamil Dobrowolski - Mietek

## 發行
《索爾之子》於2015年5月15日在第68屆坎城影展上首次亮相。

## 反响
在坎城首映后，影片获得了广泛好评。

### 評價
爛番茄新鮮度高達96%，基於197條評論，平均分為8.9/10，而在Metacritic上，根據該網站收集的39篇影評文章，平均分為89（滿分100分），大獲好評。

### 奖项
- 第87屆國家評論協會獎 - 最佳外語片（獲獎）[12]
- 第73届金球奖 - 最佳外语片（獲獎）[7]
- 第88届奥斯卡金像奖 - 最佳外语片（獲獎）[8]
- 第21屆影評人選擇獎（英语：21st Critics' Choice Awards） - 最佳外語片（英语：Critics' Choice Movie Award for Best Foreign Language Film）（獲獎）[13]
- 第41屆洛杉磯影評人協會獎 - 最佳外語片（英语：Los Angeles Film Critics Association Award for Best Foreign Language Film）（獲獎）、最佳男演員（英语：Los Angeles Film Critics Association Award for Best Actor）（亞軍）[14]
- 第70届英国电影学院奖最佳外语片